# Pratt & Miller
Pratt Miller Engineering, également connu sous le nom de Pratt & Miller, est une société américaine impliquée dans les industries de l'automobile et de l'armement. 
Elle a été fondée par Gary Pratt et Jim Miller en 1989. Une division de défense a été ajoutée en 2013 et la société a été acquise par Oshkosh Corporation en 2020,. Le siège social de la société se trouve dans la communauté non constituée en société de New Hudson, dans le canton de Lyon, dans le Comté d'Oakland, au Michigan. La société est surtout connue comme prestataire de services pour de nombreux programmes de sport automobile de General Motors, y compris l'exploitation de l'équipe Corvette Racing

## Historique sportif
En 2025, l'écurie Pratt & Miller Motorsports, en plus de l'engagement des Chevrolet Corvette Z06 GT3.R dans le championnat WeatherTech SportsCar Championship en catégorie GT Daytona Pro, participe également à ce championnat dans la catégorie LMP2 avec une Oreca 07. 
En effet, depuis 2005, Pratt & Miller était exclusivement liée à General Motors pour la partie sport automobile mais cette relation exclusive a pris fin en 2023. De ce fait, la structure américaine peut désormais concourir dans de nouvelles catégories avec des voitures autres que General Motors. Les pilotes Chris Cumming, Pietro Fittipaldi, Callum Ilott et James Roe (en) sont ainsi engagés pour la première saison de l'écurie dans cette catégorie LMP2,,.